# Пеннінгтон (Нью-Джерсі)
Пеннінгтон (англ. Pennington) — місто (англ. borough) в США, в окрузі Мерсер штату Нью-Джерсі. Населення — 2802 особи (2020).

## Географія
Пеннінгтон розташований за координатами 40°19′30″ пн. ш. 74°47′20″ зх. д. / 40.32500° пн. ш. 74.78889° зх. д. (40.324923, -74.788780).  За даними Бюро перепису населення США в 2010 році місто мало площу 2,48 км², з яких 2,48 км² — суходіл та 0,01 км² — водойми.

### Клімат
| Клімат : Пеннінгтон          | Клімат : Пеннінгтон | Клімат : Пеннінгтон | Клімат : Пеннінгтон | Клімат : Пеннінгтон | Клімат : Пеннінгтон | Клімат : Пеннінгтон | Клімат : Пеннінгтон | Клімат : Пеннінгтон | Клімат : Пеннінгтон | Клімат : Пеннінгтон | Клімат : Пеннінгтон | Клімат : Пеннінгтон | Клімат : Пеннінгтон |
| Показник                     | Січ.                | Лют.                | Бер.                | Квіт.               | Трав.               | Черв.               | Лип.                | Серп.               | Вер.                | Жовт.               | Лист.               | Груд.               | Рік                 |
| Середній максимум, °C        | 4,0                 | 5,9                 | 10,4                | 17,1                | 22,4                | 27,6                | 30,0                | 28,9                | 25,1                | 18,8                | 12,8                | 6,6                 | 17,5                |
| Середня температура, °C      | −0,6                | 0,9                 | 5,1                 | 11,0                | 16,2                | 21,6                | 24,2                | 23,2                | 19,2                | 12,8                | 7,5                 | 2,1                 | 12,0                |
| Середній мінімум, °C         | −5,2                | −4,1                | −0,4                | 4,9                 | 10,1                | 15,5                | 18,3                | 17,4                | 13,2                | 6,7                 | 2,2                 | −2,4                | 6,4                 |
| Норма опадів, мм             | 89                  | 70                  | 105                 | 104                 | 108                 | 111                 | 135                 | 104                 | 112                 | 100                 | 94                  | 103                 | 1235                |
| Вологість повітря, %         | 65.8                | 62.4                | 58.1                | 57.8                | 63.0                | 67.0                | 66.8                | 69.5                | 70.7                | 69.5                | 67.9                | 67.8                | 65.5                |
| ---------------------------- | ------------------- | ------------------- | ------------------- | ------------------- | ------------------- | ------------------- | ------------------- | ------------------- | ------------------- | ------------------- | ------------------- | ------------------- | ------------------- |
| Джерело: PRISM Climate Group |                     |                     |                     |                     |                     |                     |                     |                     |                     |                     |                     |                     |                     |

## Демографія
Згідно з переписом 2010 року, у селищі мешкало 2585 осіб у 1031 домогосподарстві у складі 712 родин. Було 1083 помешкання
Расовий склад населення:
| - 95,2 % — білих - 1,8 % — чорних або афроамериканців - 1,8 % — азіатів - 0,1 % — вихідців з тихоокеанських островів |

До двох чи більше рас належало 1,0 %. Частка іспаномовних становила 1,4 % від усіх жителів.
За віковим діапазоном населення розподілялося таким чином: 26,4 % — особи молодші 18 років, 55,8 % — особи у віці 18—64 років, 17,8 % — особи у віці 65 років та старші. Медіана віку мешканця становила 45,7 року. На 100 осіб жіночої статі у селищі припадало 87,7 чоловіків;  на 100 жінок у віці від 18 років та старших — 79,4 чоловіків також старших 18 років.
Середній дохід на одне домашнє господарство  становив 161 691 долар США (медіана — 115 536), а середній дохід на одну сім'ю — 201 970 доларів (медіана — 146 094). За межею бідності перебувало 6,0 % осіб, у тому числі 2,7 % дітей у віці до 18 років та 5,9 % осіб у віці 65 років та старших.
Цивільне працевлаштоване населення становило 1310 осіб. Основні галузі зайнятості: освіта, охорона здоров'я та соціальна допомога — 34,6 %, науковці, спеціалісти, менеджери — 17,1 %, фінанси, страхування та нерухомість — 10,1 %, виробництво — 7,8 %.